# Canoagem nos Jogos Olímpicos de Verão de 1988
A canoagem nos Jogos Olímpicos de Verão de 1988 foi realizada em Seul, na Coreia do Sul, com doze eventos disputados.

## Eventos da canoagem
Masculino:

Velocidade:
 C-1 500 metros | C-1 1000 metros | C-2 500 metros | C-2 1000 metros | K-1 500 metros | K-1 1000 metros | K-2 500 metros | K-2 1000 metros | K-4 1000 metros
Feminino:

Velocidade:
 K-1 500 metros | K-2 500 metros | K-4 500 metros

## Masculino

### C-1 500 metros masculino
| Pos. | País                    | Atletas            | Tempo   |
| ---- | ----------------------- | ------------------ | ------- |
|      | Alemanha Oriental (GDR) | Olaf Heukrodt      | 1m56.52 |
|      | União Soviética (URS)   | Mykhaylo Slyvynsky | 1m57.26 |
|      | Bulgária (BUL)          | Martin Marinov     | 1m57.27 |

### C-1 1000 metros masculino
| Pos. | País                    | Atletas          | Tempo   |
| ---- | ----------------------- | ---------------- | ------- |
|      | União Soviética (URS)   | Ivans Klementyev | 4m12.78 |
|      | Alemanha Oriental (GDR) | Jörg Schmidt     | 4m15.83 |
|      | Bulgária (BUL)          | Nikolay Bukhalov | 4m18.94 |

### C-2 500 metros masculino
| Pos. | País                  | Atletas                           | Tempo   |
| ---- | --------------------- | --------------------------------- | ------- |
|      | União Soviética (URS) | Viktor Reneysky Nicolae Juravschi | 1m41.77 |
|      | Polônia (POL)         | Marek Dopierała Marek Łbik        | 1m43.61 |
|      | França (FRA)          | Philippe Renaud Joel Bettin       | 1m43.81 |

### C-2 1000 metros masculino
| Pos. | País                    | Atletas                           | Tempo   |
| ---- | ----------------------- | --------------------------------- | ------- |
|      | União Soviética (URS)   | Viktor Reneysky Nicolae Juravschi | 3m48.36 |
|      | Alemanha Oriental (GDR) | Olaf Heukrodt Ingo Spelly         | 3m51.44 |
|      | Polônia (POL)           | Marek Dopierała Marek Łbik        | 3m54.33 |

### K-1 500 metros masculino
| Pos. | País                    | Atletas        | Tempo   |
| ---- | ----------------------- | -------------- | ------- |
|      | Hungria (HUN)           | Zsolt Gyulay   | 1m44.82 |
|      | Alemanha Oriental (GDR) | Andreas Stähle | 1m46.38 |
|      | Nova Zelândia (NZL)     | Paul MacDonald | 1m46.46 |

### K-1 1000 metros masculino
| Pos. | País                    | Atletas        | Tempo   |
| ---- | ----------------------- | -------------- | ------- |
|      | Estados Unidos (USA)    | Gregory Barton | 3m55.27 |
|      | Austrália (AUS)         | Grant Davies   | 3m55.28 |
|      | Alemanha Oriental (GDR) | André Wohllebe | 3m55.55 |

### K-2 500 metros masculino
| Pos. | País                  | Atletas                      | Tempo   |
| ---- | --------------------- | ---------------------------- | ------- |
|      | Nova Zelândia (NZL)   | Ian Feguson Paul MacDonald   | 1m33.98 |
|      | União Soviética (URS) | Igor Nagaev Victor Denisov   | 1m34.15 |
|      | Hungria (HUN)         | Attila Ábrahám Ferenc Csipes | 1m34.32 |

### K-2 1000 metros masculino
| Pos. | País                 | Atletas                          | Tempo   |
| ---- | -------------------- | -------------------------------- | ------- |
|      | Estados Unidos (USA) | Gregpry Barton Norman Bellingham | 3m32.42 |
|      | Nova Zelândia (NZL)  | Ian Feguson Paul MacDonald       | 3m32.71 |
|      | Austrália (AUS)      | Peter Foster Kelvin Graham       | 3m33.76 |

### K-4 1000 metros masculino
| Pos. | País                    | Atletas                                                        | Tempo   |
| ---- | ----------------------- | -------------------------------------------------------------- | ------- |
|      | Hungria (HUN)           | Zsolt Gyulay Ferenc Csipes Sándor Hódosi Attila Ábrahám        | 3m00.20 |
|      | União Soviética (URS)   | Aleksandr Motuzenko Sergei Kirsanov Igor Nagaev Victor Denisov | 3m01.40 |
|      | Alemanha Oriental (GDR) | Kay Bluhm André Wohllebe Andreas Stähle Hans-Jörg Bliesener    | 3m02.37 |

## Feminino

### K-1 500 metros feminino
| Pos. | País                    | Atletas          | Tempo   |
| ---- | ----------------------- | ---------------- | ------- |
|      | Bulgária (BUL)          | Vanja Gesheva    | 1m55.19 |
|      | Alemanha Oriental (GDR) | Birgit Fischer   | 1m55.31 |
|      | Polônia (POL)           | Izabela Dylewska | 1m57.38 |

### K-2 500 metros feminino
| Pos. | País                    | Atletas                        | Tempo   |
| ---- | ----------------------- | ------------------------------ | ------- |
|      | Alemanha Oriental (GDR) | Birgit Fischer Anke Nothnagel  | 1m43.46 |
|      | Bulgária (BUL)          | Vanja Gesheva Diana Paliiska   | 1m44.06 |
|      | Países Baixos (NED)     | Annemarie Derckx Annemarie Cox | 1m46.00 |

### K-4 500 metros feminino
| Pos. | País                    | Atletas                                                       | Tempo   |
| ---- | ----------------------- | ------------------------------------------------------------- | ------- |
|      | Alemanha Oriental (GDR) | Birgit Fischer Anke Nothnagel Ramona Portwich Heike Singer    | 1m48.78 |
|      | Hungria (HUN)           | Erika Géczi Erika Mészáros Éva Rakusz Rita Köbán              | 1m41.88 |
|      | Bulgária (BUL)          | Vanja Gesheva Diana Paliska Ogniana Petkova Borislava Ivanova | 1m42.63 |

## Quadro de medalhas da canoagem
| Ordem | País                  | Medalha de ouro | Medalha de prata | Medalha de bronze | Total |
| ----- | --------------------- | --------------- | ---------------- | ----------------- | ----- |
| 1     | GDR Alemanha Oriental | 3               | 4                | 2                 | 9     |
| 2     | URS União Soviética   | 3               | 3                | 0                 | 6     |
| 3     | HUN Hungria           | 2               | 1                | 1                 | 4     |
| 4     | USA Estados Unidos    | 2               | 0                | 0                 | 2     |
| 5     | BUL Bulgária          | 1               | 1                | 3                 | 5     |
| 6     | NZL Nova Zelândia     | 1               | 1                | 1                 | 3     |
| 7     | POL Polônia           | 0               | 1                | 2                 | 3     |
| 8     | AUS Austrália         | 0               | 1                | 1                 | 2     |
| 9     | FRA França            | 0               | 0                | 1                 | 1     |
| 9     | NED Países Baixos     | 0               | 0                | 1                 | 1     |